# Diego Aranha
Diego Aranha (8 luglio 1987) è un giocatore di football americano brasiliano, che gioca come kicker per i João Pessoa Espectros.

## Palmarès
- 1 Sulamericano (2023)
- 2 Brasil Bowl (João Pessoa Espectros, 2015, 2019)